# Sindhština
Sindhština (arabské písmo: سنڌي, dévanágarí: सिन्धी, khúdábádí: ਸਿੰਧੀ, Sindhī) je jazyk pocházející z pákistánské provincie Sind. V Pákistánu ji ovládá přibližně 41 milionů mluvčích, v Indii pak dalších 12 milionů. Po urdštině je sindhština v Pákistánu nejrozšířenějším jazykem, v těchto dvou jazycích jsou také vydávány občanské průkazy. Status úředního jazyka má v Pákistánu a v Indii na státní úrovni. Přestože sindhština jednoznačně patří do skupiny indoárijských jazyků, je patrný silný vliv drávidských jazyků.
Většina pákistánských mluvčí je soustředěna v provincii Sind. Zbývající mluvčí najdeme v Indii a v sindhských komunitách po celém světě. K rozšíření jazyka došlo po osamostatnění Pákistánu od Indie v roce 1947, kdy Sind opustili hinduisté. S přijetím islámu většinou obyvatel Sindu se pro zápis začalo používat arabské písmo. Po vyhlášení nezávislosti Pákistánu i Indie na Spojeném království představila indická vláda pro zápis sindhštiny písmo dévanágarí. To je dnes používáno hlavně sindhskými hinduisty.

## Rozšíření na Indickém subkontinentu
Jako první jazyk je sindhština vyučována na školách v Sindu, jako druhý pak v Balúčistánu. Mnoho vzdělávacích zařízení řízených sindhskou komunitou v Indii, hlavně ve státě Maháráštra, vyučuje sindhštinu buď jako předmět, nebo ji používá přímo jako vyučovací jazyk. Sindhština má velice bohatou slovní zásobu, proto si ji oblíbilo mnoho spisovatelů a najdeme tedy spoustu literárních děl psaných v tomto jazyce.
Dialekty sindhštiny jsou používány na jihu provincie Paňdžáb a v provinciích Balúčistán a Chajbar Paštúnchwá. V Indii jsou rozšířeny ve státech Gudžarát a Rádžasthán.

## Historie
Abu-Rayhan Biruni v knize Mal al-Hind a další arabští a perští cestovatelé, kteří Sind navštívili, potvrzují, že sindhština v této oblasti převládala i před příchodem islámu. Dále se zmiňují o široké slovní zásobě a různých písmech, která byla používána pro její zápis. Ve 12. století byl do sindhštiny poprvé přeložen Korán, a to ve verších. Byl to vůbec první překlad Koránu na světě. Mezi 14. a 18. stoletím se sindhština stává populární jako jazyk spisovatelů a básníků.

## Základní fráze
- Keeyen aahyo? – Jak se máš? (používáno jako pozdrav)
- Ma theek aahiyan. – Velmi dobře.
- Meherbani. – Děkuji.
- Meherbani karay. – Prosím. (prosba)
- Ha – Ano
- Nain – Ne
- Kee ahyo / khiya haye? – Jak se máš?
- Maa teekh ahyaan. – Mám se dobře.
- Allah wahi. – Na shledanou. (rozloučení muslimů)
- Teekhaih. – Na shledanou. (rozloučení hinduistů)
- Teenjho naalo cha aahaye? – Jak se jmenuješ?
- Meenhjo naalo ______ aahaye. – Jmenuji se _____.
- Hik – Jedna
- Ba – Dva
- Tay – Tři
- Maa Sindh jo aahya / Maa Sindh maa ahyaa. – Pocházím ze Sindu.
- Maa musulman / hindhu aahya – Jsem muslim / hinduista.
- Maa Sindhi aahya. – Jsem Sindh.
- Assin Sindhi aahyoo. – Jsme Sindhové.
- Allah Wahi. – Bůh Ti žehnej.

## Výslovnost
Sindhština rozlišuje poměrně velký počet fonémů. 46 různých souhlásek se kombinuje ještě s dalšími 16 samohláskami. Všechny plozivy, afrikáty a nasály, dále retroflexní verberanta a laterální aproximanta mají své protějšky tvořené přídechem. Sindhština také zahrnuje čtyři oddělené implozivy.

### Souhlásky
|             | Bilabiály | Bilabiály | Labio- dentály | Labio- dentály | Dentály | Dentály | Alveoláry | Alveoláry | Post- alveoláry | Post- alveoláry | Retroflexy | Retroflexy | Palatály | Palatály | Veláry | Veláry | Glotály | Glotály |
| ----------- | --------- | --------- | -------------- | -------------- | ------- | ------- | --------- | --------- | --------------- | --------------- | ---------- | ---------- | -------- | -------- | ------ | ------ | ------- | ------- |
| Nazály      | m mʱ      | m mʱ      |                |                |         |         | n nʱ      | n nʱ      |                 |                 | ɳ ɳʱ       | ɳ ɳʱ       | ɲ        | ɲ        | ŋ      | ŋ      |         |         |
| Plozivy     | p pʰ      | b bʱ      |                |                | t tʰ    | d dʱ    |           |           |                 |                 | ʈ ʈʰ       | ɖ ɖʱ       |          |          | k kʰ   | g gʱ   |         |         |
| Implozivy   |           | ɓ         |                |                |         |         |           | ɗ         |                 |                 |            |            |          | ʄ ~ jˀ   |        | ɠ      |         |         |
| Afrikáty    |           |           |                |                |         |         |           |           | t̠ɕ t̠ɕʰ          | d̠ʑ d̠ʑʱ          |            |            |          |          |        |        |         |         |
| Frikativy   |           |           | f              |                |         |         | s         | z         |                 |                 | ʂ          |            |          |          | x      | ɣ      | h       |         |
| Vibranty    |           |           |                |                |         |         | r         | r         |                 |                 | ɽ ɽʱ       | ɽ ɽʱ       |          |          |        |        |         |         |
| Aproximanty |           |           | ʋ              | ʋ              |         |         |           |           |                 |                 |            |            | j        | j        |        |        |         |         |
| Laterály    |           |           |                |                | l lʱ    | l lʱ    |           |           |                 |                 |            |            |          |          |        |        |         |         |

### Samohlásky
Samohlásky mohou být dlouhé /i e æ ɑ ɔ o u/ a krátké /ɪ̆ ʊ̆ ɐ̆/. (/æ ɑ ɐ̆/ jsou v tabulce přepisovány jako /ɛ a ə/.) Souhlásky, které následují po krátké samohlásce, se prodlužují: [pɐ̆tˑo] (list) vs. [pɑto] (nošený).

## Písmo

### Arabské písmo
V Pákistánu se sindhština zapisuje variantou perské abecedy, která se vyvinula z písma arabského. Používat se začala pod britskou nadvládou v 19. století. Sindhská varianta celkem obsahuje 52 písmen. Perskou abecedu obohatila o do té doby nepoužívané spřežky a dalších 18 nových písmen, ڄ ,ٺ ,ٽ ,ٿ ,ڀ ,ٻ ,ڙ ,ڍ ,ڊ ,ڏ ,ڌ ,ڇ ,ڃ ,ڦ ,ڻ ,ڱ ,ڳ ,ڪ, aby popsala různé fonémy sindhštiny a dalších indoárijských jazyků. Některá písmena, která v perštině či arabštině představují odlišné fonémy, jsou v sindhské variantě homofony.
| جھ‎   | ڄ‎ | ج‎  | پ‎            | ث‎ | ٺ‎              | ٽ‎  | ٿ‎  | ت‎ | ڀ‎  | ٻ‎  | ب‎ | ا‎      |
| ---- | - | -- | ------------ | - | -------------- | -- | -- | - | -- | -- | - | ------ |
| ɟʱ   | ʄ | ɟ  | p            | s | ʈʰ             | ʈ  | tʰ | t | bʱ | ɓ  | b | ɑː ʔ ∅ |
| ڙ‎    | ر‎ | ذ‎  | ڍ‎            | ڊ‎ | ڏ‎              | ڌ‎  | د‎  | خ‎ | ح‎  | ڇ‎  | چ‎ | ڃ‎      |
| ɽ    | r | z  | ɖʱ           | ɖ | ɗ              | dʱ | d  | x | h  | cʰ | c | ɲ      |
| ڪ‎    | ق‎ | ڦ‎  | ف‎            | غ‎ | ع‎              | ظ‎  | ط‎  | ض‎ | ص‎  | ش‎  | س‎ | ز‎      |
| k    | q | pʰ | f            | ɣ | ɑː oː eː ʔ ʕ ∅ | z  | t  | z | s  | ʃ  | s | z      |
| ي‎    | ء‎ | ھ‎  | و‎            | ڻ‎ | ن‎              | م‎  | ل‎  | ڱ‎ | گھ‎ | ڳ‎  | گ‎ | ک‎      |
| j iː |   | h  | ʋ ʊ oː ɔː uː | ɳ | n              | m  | l  | ŋ | ɡʱ | ɠ  | ɡ | kʰ     |

### Dévanágarí
V Indii je naopak používáno písmo dévanágarí. Sindhskou variantu představila v roce 1948 vláda Indie, nikdy se však nedočkala úplného přijetí a dnes se používá po boku s arabským písmem. Čárka pod písmenem značí implozivní souhlásku. Tečka zvaná nukta tvoří nové souhlásky.
| अ | आ  | इ | ई | उ | ऊ  | ए | ऐ  | ओ  | औ |
| - | -- | - | - | - | -- | - | -- | -- | - |
| ə | a  | ɪ | i | ʊ | uː | e | ɛ  | o  | ɔ |
| क | ख  | ख़ | ग | ग॒ | ग़  |   | घ  |    | ङ |
| k | kʰ | x | ɡ | ɠ | ɣ  |   | ɡʱ |    | ŋ |
| च | छ  |   | ज | ज॒ | ज़  |   | झ  |    | ञ |
| c | cʰ |   | ɟ | ʄ | z  |   | ɟʱ |    | ɲ |
| ट | ठ  |   | ड | ड॒ | ड़  |   | ढ  | ढ़  | ण |
| ʈ | ʈʰ |   | ɖ | ɗ | ɽ  |   | ɖʱ | ɽʱ | ɳ |
| त | थ  |   | द |   |    |   | ध  |    | न |
| t | tʰ |   | d |   |    |   | dʱ |    | n |
| प | फ  | फ़ | ब | ब॒ |    |   | भ  |    | म |
| p | pʰ | f | b | ɓ |    |   | bʱ |    | m |
| य | र  | ल | व |   |    |   |    |    |   |
| j | r  | l | ʋ |   |    |   |    |    |   |
| श | ष  | स | ह |   |    |   |    |    |   |
| ʃ | ʂ  | s | h |   |    |   |    |    |   |

## Příklady

### Číslovky
| Číslice | Sindhsky | Transliterace | Česky |
| १/۱     | हिकु/هِڪُ    | hiku          | jeden |
| २/۲     | ॿ/ٻه     | b̤a            | dva   |
| ३/۳     | टे/ٽي     | ṭī            | tři   |
| ४/۴     | चारि/چار   | cāre          | čtyři |
| ५/۵     | पँज/پنج   | pañja         | pět   |
| ६/۶     | छह/ڇهه   | chaha         | šest  |
| ७/۷     | सत/ست    | sata          | sedm  |
| ८/۸     | अठ/اٺ    | aṭha          | osm   |
| ९/۹     | नव/نو    | nava          | devět |
| १०/۱۰   | द॒ह/ڏهه   | d̤aha          | deset |

## Vzorový text

### Všeobecná deklarace lidských práv
| sindhsky    | پيداٿيا آهن. انهن ڪي عقل ءِ ضمير حاصل ٿيو آهي، ڪري انهن ڪي هڪ ٻئي سلن ڀلئيچار ي وارو ساوڪ اختيار ڪرڻ گهر جي.                                                                                           |
| transkripce | Har insān āzād pedā thiyo āhe ên pehenje hakka ên vakkār lāe hū barābar jo hakdār āhe. Hunna khe tark ên cetnā jī tākat milī āhe. Ên hunna khe hik b’e je lāe bhāīcāre jī bhāvnā sān kam karaṇ khape. |
| česky       | Všichni lidé se rodí svobodní a sobě rovní co do důstojnosti a práv. Jsou nadáni rozumem a svědomím a mají spolu jednat v duchu bratrství.                                                            |